# Armando Gambuti
Armando Gambuti (Roma, 23 settembre 1896 – ...) è stato un calciatore italiano, di ruolo portiere.

## Carriera
Con il Derthona disputa 24 gare nel campionato di Prima Divisione 1922-1923.